# Current Signal Transduction Therapy
Current Signal Transduction Therapy, abgekürzt Curr. Signal Transduct. Ther., ist eine wissenschaftliche Fachzeitschrift, die vom Bentham Science-Verlag veröffentlicht wird. Die Zeitschrift erscheint derzeit mit drei Ausgaben im Jahr. Es werden Arbeiten veröffentlicht, die sich mit dem Einfluss der Signaltransduktion auf die Therapie beschäftigen.
Der Impact Factor lag im Jahr 2013 bei 0,452. Nach der Statistik des ISI Web of Knowledge wird das Journal mit diesem Impact Factor in der Kategorie Pharmakologie und Pharmazie an 235. Stelle von 256 Zeitschriften geführt.